# Ana Fani Alessandri Carlos
Ana Fani Alessandri Carlos (São Paulo, 1 de desembre de 1950) és una geògrafa, escriptora i professora brasilera. Com a professora universitària és titular de Departament de Geografia de la Universitat de São Paulo i coordinadora del Grup d'Estudis sobre São Paulo. Ha concentrat els seus estudis en la metròpoli de São Paulo i les transformacions espacials derivades del desenvolupament de la capital.

## Obra seleccionada
- Espaço e indústria, Editora Contexto/Edusp, 1992.
- Os Caminhos da Reflexão Sobre a Cidade e o Urbano, Edusp, 1994.[3]
- A cidade, Editora Contexto, col. Repensando la Geografía, 1991.
- A (re)produção do espaço urbano. São Paulo: Editora da Universidade de São Paulo, 1994
- O lugar no/do mundo, Hucitec, 1996.[4]
- O Espaço no Fim de Século: a nova raridade (amb Amelia Luisa Damiani i Odette Carvalho de Lima Seabra), Editora Contexto, vol. 1, 1999. ISBN 8572441174
- Espaço - tempo na metrópole, Editora Contexto, 2001.
- Dilemas urbanos: novas abordagens sobre a cidade (amb Amália Inês Geraiges de Lemos), Editora Contexto, 2003. ISBN 8572442197
- Geografias de São Paulo (amb Ariovaldo Umbelino de Oliveira), Editora Contexto, 2004.[5]
- Barcelona y São Paulo cara a cara: procesos metropolitanos a la hora de la globalización (amb Carles Carreras Verdaguer), Editorial Davinci, col. Polis: Territorios y ciudades, vol. 1, 2006. ISBN 8493482137